# Cool Runnings – Dabei sein ist alles
Cool Runnings – Dabei sein ist alles ist eine US-amerikanische Filmkomödie des Regisseurs Jon Turteltaub aus dem Jahr 1993. In den Vereinigten Staaten startete der Film am 1. Oktober 1993 in den Kinos. Offizieller Kinostart in Deutschland war der 10. Februar 1994.
Die Disney-Produktion basiert lose auf der Geschichte der ersten jamaikanischen Bobmannschaft, die angeführt von Dudley Stokes bei den Olympischen Winterspielen 1988 in Calgary an den Start ging.

## Handlung
Derice Bannock ist einer der besten Kurzstreckenläufer Jamaikas und träumt von nichts mehr, als sich für die Olympischen Spiele in Seoul zu qualifizieren. Im entscheidenden Rennen stürzt jedoch sein Konkurrent Junior Bevil und bringt sowohl Derice als auch den stämmigen Yul Brenner zu Fall.
Enttäuscht von der verpatzten Qualifikation, erfährt Derice im Büro des Jamaikanischen Olympischen Komitees, dass ein ehemaliger erfolgreicher Bobfahrer auf der Insel lebt. Der ehrgeizige Derice möchte weiterhin bei den Olympischen Spielen teilnehmen, wenn nicht bei den Sommerspielen, dann bei den Winterspielen in Calgary. Zusammen mit seinem besten Freund, dem Seifenkistenchampion Sanka, sucht er Irving „Irv“ Blitzer, einen ehemaligen Olympiasieger im Bobfahren, auf. Obwohl sie kaum etwas über diesen Wintersport wissen, wollen sie diesen überreden, sie im Bobfahren zu trainieren. Irv hatte früher bereits versucht, Ben Bannock, Derices Vater, der ebenfalls ein sehr erfolgreicher Kurzstreckenläufer war, zum Bobfahren zu überreden. Nach viel Überzeugungsarbeit entscheidet sich der „Schlittengott“, der Trainer der ersten jamaikanischen Bobmannschaft zu werden.
Bei einem öffentlichen Aufruf, ein Vierer-Bob-Team aufzustellen, vergrault Irv alle Interessenten, indem er Filme von schweren Bobunfällen zeigt („Beim Bobfahren brechen die Knochen nicht – sie zersplittern!“). Nachdem nach der Filmvorführung das Licht wieder angeschaltet wird, hat sich der zuvor volle Raum bis auf Derice und Sanka geleert. Als Irv diese zum Aufgeben auffordert, erscheinen Yul und Junior, die zwar noch große Differenzen miteinander haben, aber beide ebenfalls unbedingt zu den Olympischen Spielen fahren wollen. Letztlich raufen sich die drei Läufer und Sanka zusammen.
Unter der Aufsicht von Irv beginnen die vier mit ihrem Training, ohne jemals in einem Bob gesessen zu haben. Die ersten Versuche, bei dem sie mit einem bobähnlichen Wagen mit Rollen den Hügel hinab fahren, scheitern kläglich, so dass die fünf zum Gespött der ganzen Insel werden. Weil der Vorsitzende des Jamaikanischen Olympischen Komitees keine finanziellen Mittel für das Team bereitstellen will, da er eine Blamage befürchtet, versuchen sie, über Spenden und diverse Sammelaktionen das Geld für die Fahrt zu den Spielen zu bekommen. Nach zahlreichen Fehlschlägen verkauft Junior, der aus einer reichen Familie stammt, sein Auto, um den Traum von Olympia für alle wahr werden zu lassen.
Schließlich erreichen die Freunde Calgary und müssen sich gegen die harte Konkurrenz behaupten, die das Gespann von der tropischen Insel nur belächelt. Die Presse fällt über die Neulinge her, und Irv gelingt es nur mit Mühe, für wenig Geld einen alten Trainingsbob von einem alten Teamkameraden zu kaufen. Trotz des Ärgers, den die Kameraden haben, wie etwa mit anderen Sportlern oder Juniors Vater, kommen sie immer besser mit der ungewohnten Umgebung zurecht. Auch durch eine Verschärfung des Reglements können sie nicht gebremst werden und schaffen knapp die Qualifikation für die Spiele. Eine symbolische Taufe ihres alten Gefährts in „Cool Runnings“ soll ihren Teamgeist untermalen. Durch einen Boten erfährt die Gruppe unerwartet von ihrer Disqualifikation. Irv ahnt, dass die ständigen Regeländerungen allein mit ihm und seinen Fehlern in der Vergangenheit (er wurde einst wegen Betruges, Gewichte im Bob, disqualifiziert) und nichts mit seinen Jungs zu tun haben. Durch eine flammende Rede vor dem Sportrat schafft es der Trainer jedoch, die Entscheidung rückgängig zu machen.
Im ersten Rennen ist die Mannschaft aber ungewohnt nervös, und mit der schlechtesten Zeit landet sie am ersten Renntag auf dem 28. Platz. Dies ist auch darauf zurückzuführen, dass sich Derice an den Schweizer Bobfahrern orientiert. Erst als ihn seine Mitstreiter davon überzeugen, sich auf ihre jamaikanischen Wurzeln zu besinnen, können sie ihren Vorteil, die Startgeschwindigkeit, umsetzen. Die Kritiker, die sich vom Ergebnis des ersten Laufes bestätigt fühlen, müssen sich am zweiten Renntag daher korrigieren, als die Jungs mit einem hervorragenden Lauf brillieren und so einen regelrechten Hype auslösen. Im entscheidenden Rennen sind sie auch wieder gut unterwegs, und alle rechnen mit dem Angriff auf die Bestzeit. Bei Höchstgeschwindigkeit lockert sich aber eine Schraube bei dem altersschwachen Bob, wodurch sich ein Teil der Lenkung löst. Er kippt in einer Kurve um und die Sensation mit ihm. Unter dem Applaus der Konkurrenten, Offiziellen und Zuschauer (auch von Juniors Vater) an der Piste nehmen die Jungs ihren ramponierten Bob auf ihre Schultern und tragen ihn stolz ins Ziel. Der erste Mann, der zu klatschen beginnt, als die Jamaikaner ihren Bob ins Ziel tragen, ist der anfänglich sehr herablassende Josef Grool, Pilot der Bobmannschaft der DDR. Im Ziel gibt er Derice, Pilot der jamaikanischen Bobmannschaft, die Hand und sagt ihm, dass sie sich in vier Jahren wiedersehen.

## Hintergrund
- Der Film basiert lose auf einer wahren Begebenheit. Tatsächlich konnte sich eine jamaikanische Bobmannschaft zum ersten Mal bei den Olympischen Spielen 1988 in Calgary qualifizieren. Sie spielte zwar nur eine sehr kleine Nebenrolle, stellte aber den olympischen Grundgedanken „Dabei sein ist alles“ unter Beweis. Die Charaktere des Filmes sind allerdings alle fiktiv. Ein amerikanischer Trainer (die Trainer wechselten im Verlauf), der der Überzeugung war, dass Läufer gute Bobfahrer abgäben, warb zu diesem Zweck vier Soldaten der jamaikanischen Armee an, die diese Bobmannschaft bildeten.
- Der Unfall am Ende entspricht der Realität. Der Film enthält die effektiven Fernsehbilder der Bobfahrt von 1988. Der verunfallte Bob wurde aber nicht von den Sportlern getragen, sondern von Helfern in Begleitung der Fahrer unter Applaus der Zuschauer über die Ziellinie geschoben.[1]

- Der Titel des Films bezieht sich auf eine Redewendung in Patois, welche so viel bedeutet wie „gute Reise“.[2]

- Die Produktion des Filmes kostete etwa 15 Millionen US-Dollar. An den Kinokassen spielte Cool Runnings weltweit ca. 155 Millionen US-Dollar ein.[3]

## Auszeichnungen
Hans Zimmer gewann 1994 den BMI Award in der Kategorie Filmmusik. Der Film erhielt 1995 die Goldene Leinwand in Deutschland.

## Kritiken
„Trotz seiner Leichtgewichtigkeit ist immer zu spüren, dass es um den Kampf der 3. Welt um Respekt geht.“

„Mitreißender und kameratechnisch hervorragender Sportfilm, der mit seiner unverblümten Naivität allerdings nicht allzu große Ansprüche an das Publikum stellt.“

## Adaption
Die deutsche Fernsehsendung Real Cool Running – Von Kenia auf’s Eis adaptiert das Konzept des Films und wurde 2014 auf VOX ausgestrahlt. Hier versucht die Goldmedaillen-Gewinnerin Anni Friesinger vier kenianische Weltklasseläufer in zehn Wochen für einen 100-Kilometer-Eislaufmarathon auf dem Weißensee in Österreich vorzubereiten.